# Areti (Elida)
Areti  este un oraș în Grecia în prefectura Elida.